# ボーモルのコスト病
ボーモルのコスト病 (Baumol's cost disease) は、経済学用語の一つ。単にボーモル病、コスト病とも呼ばれている。ボーモル効果と呼ばれることもある。
経済学者ウィリアム・ボーモルとウィリアム・G・ボーエンによって1960年代に見出された現象である。ボーモルとボーエンの研究は、もともと実演芸術に関してなされた。ボーモルとボーエンは、ベートーベンの弦楽四重奏を演奏するのに必要な音楽家の数は、1800年と現在とで変わっていないということを指摘した。つまり、クラシック音楽の演奏の生産性は上昇していない。他方、自動車製造部門や小売部門のような商業部門では、機械や器具の技術革新によって絶えず生産性は上昇している。それに対して、実演芸術や看護、教育のような労働集約的な部門では、人的活動に大きく依存しているため、生産性はほとんどあるいはまったく上昇しない。弦楽四重奏の例と同じく、看護師が包帯を交換する時間や、大学教授が学生の文章を添削する時間は、1966年と2006年の間で、短縮されていない。
ボーモルのコスト病は、公立病院や公立大学のような公共サービスの生産性が上昇しないことを説明するためにも用いられてきた。行政活動の多くは、かなり労働集約的であり、国民一人当たりの人員を削減することは難しい。生産性の上昇はほとんど可能ではない結果として、人件費は、国内総生産よりも大きく増大していく。これにより、物価水準の向上により社会全体の賃金が上昇する時、これらのサービス産業は生産性に大きな変化がないままで人件費だけが高まっているため、指定管理者制度などのような公的支援が必要である。